# Liste der Baudenkmäler in Oberschweinbach
Auf dieser Seite sind die Baudenkmäler in der oberbayerischen Gemeinde Oberschweinbach zusammengestellt. Diese Tabelle ist eine Teilliste der Liste der Baudenkmäler in Bayern. Grundlage ist die Bayerische Denkmalliste, die auf Basis des Bayerischen Denkmalschutzgesetzes vom 1. Oktober 1973 erstmals erstellt wurde und seither durch das Bayerische Landesamt für Denkmalpflege geführt wird. Die folgenden Angaben ersetzen nicht die rechtsverbindliche Auskunft der Denkmalschutzbehörde.

## Baudenkmäler nach Ortsteilen

### Günzlhofen
| Lage                            | Objekt                                | Beschreibung | Akten-Nr.     | Bild                                |
| ------------------------------- | ------------------------------------- | --- | ------------- | ----------------------------------- |
| Herrnzeller Straße 2 (Standort) | Ortsschild                            | Ortsschild mit Wegweiser u. a. nach Nannhofen und Oberschweinbach, Gusseisen, nach 1862 | D-1-79-140-3  | Ortsschild                          |
| Imhoffstraße 41 (Standort)      | Ehemaliges Bauernhaus                 | erdgeschossiger Hakenhof mit Satteldach, verputzt, 1904, mit Wirtschaftsteil von 1892 | D-1-79-140-8  | Ehemaliges Bauernhaus               |
| Kirchstraße (Standort)          | Katholische Pfarrkirche St. Margareth | spätgotischer Saalbau mit leicht eingezogenem Polygonalchor und nördlichem Flankenturm mit Zwiebelhaube, lisenengegliederte Westfassade mit gotischem Vorzeichen, 1. Hälfte 18. Jh. barock verändert, 1908–21 erweitert; mit Ausstattung | D-1-79-140-1  | weitere Bilder                      |
| Kirchstraße (Standort)          | Kriegerdenkmal                        | Kriegerdenkmal für die Gefallenen der beiden Weltkriege, Nischenanlage mit Pietà, 1921. | D-1-79-134-37 | Kriegerdenkmal                      |
| Kirchstraße 1 (Standort)        | Ehemaliges Pfarrhaus des Pfarrhofes   | zweigeschossiger Putzbau mit Satteldachbau, im Kern 16. Jahrhundert, barocker Umbau und Erweiterung 1709, Umbauten im 19. Jahrhundert | D-1-79-140-2  | Ehemaliges Pfarrhaus des Pfarrhofes |

### Spielberg
| Lage                    | Objekt                                                                             | Beschreibung | Akten-Nr.    | Bild           |
| ----------------------- | ---------------------------------------------------------------------------------- | --- | ------------ | -------------- |
| Kajetanweg 5 (Standort) | Ehemaliges Schloss Spielberg, dann Franziskanerinnen-Altenheim, sog. Cajetansstift | auf der Grundlage einer mittelalterlichen Burg errichtete Anlage: Ehemaliges Schloss Spielberg, zweigeschossiger Walmdachbau mit Mittel- und Seitenrisaliten auf Hochkeller, 1624 errichtet, 1695 erweitert und um 1750 im Sinne des Rokoko umgestaltet; Ehemalige Schlosskapelle St. Cajetan, spätgotischer Saalbau mit dreiseitigem Chorschluss, Seitenkapelle und schlankem Westturm mit Spitzhelm, 1588, barocker Ausbau 1690; Ehemaliges Wohnhaus des Klosterspirituals oder Torwächterhaus, sogenanntes Prälatenhaus, zweigeschossiger Satteldachbau mit Rundgiebel, wohl frühes 19. Jahrhundert; Ehemaliges Wirtschaftsgebäude des Schlosses mit Remise, Stallung und Heuboden, Ende 19. Jahrhundert, im Kern wohl 18. Jahrhundert; Ehemaliger Stadel des Schlosses, zweigeschossiger Satteldachbau mit massivem Erdgeschoss, 2. Hälfte 19. Jahrhundert; Teile der ehemaligen Einfriedung, massiv | D-1-79-140-5 | weitere Bilder |

## Abgegangene Baudenkmäler
In diesem Abschnitt sind Objekte aufgeführt, die früher einmal in der Denkmalliste eingetragen waren, jetzt aber nicht mehr existieren, z. B. weil sie abgebrochen wurden. Aktennummern in diesem Abschnitt sind ehemalige, jetzt nicht mehr gültige Aktennummern.

| Lage                                      | Objekt          | Beschreibung                                                                  | Akten-Nr.    | Bild |
| ----------------------------------------- | --------------- | ----------------------------------------------------------------------------- | ------------ | ---- |
| Oberschweinbach Kreisstraße 42 (Standort) | Kleinbauernhaus | Erdgeschossiges Kleinbauernhaus mit verschalten Giebeln, Ende 18. Jahrhundert | D-1-79-140-7 | BW   |